# Ebolowa
Ebolowa, nota anche come Ebolova ed Ébolowa, è la capitale della Regione del Sud e del dipartimento di Mvila, in Camerun.
Ha una popolazione di 116 851 persone (2008). Ebolowa è una città coloniale e un importante centro agricolo: il principale prodotto raccolto nell'area è il seme del cacao.
In quanto capitale della Regione del Sud e del dipartimento di Mvila, è anche un importante centro amministrativo.

## Infrastrutture e trasporti
Vi sono strade asfaltate che, da Ebolowa, conducono a Mbalmayo, Sangmélima e Ambam.

## Amministrazione

### Gemellaggi
- Legnano, dal 1964[3]